# Agamodon arabicus
Agamodon arabicus е вид влечуго от семейство Trogonophiidae.

## Разпространение
Видът е разпространен в Йемен.